# Zorynsk
Zorynsk (em ucraniano:  Зо́ринськ, em russo:  Зо́ринск) é uma cidade da Ucrânia, situada no Oblast de Luhansk. Tem 9 km² de área e sua população em 2020 foi estimada em 7.150 habitantes.